# Erannis jacobsoni
Erannis jacobsoni là một loài bướm đêm trong họ Geometridae.

## Hình ảnh

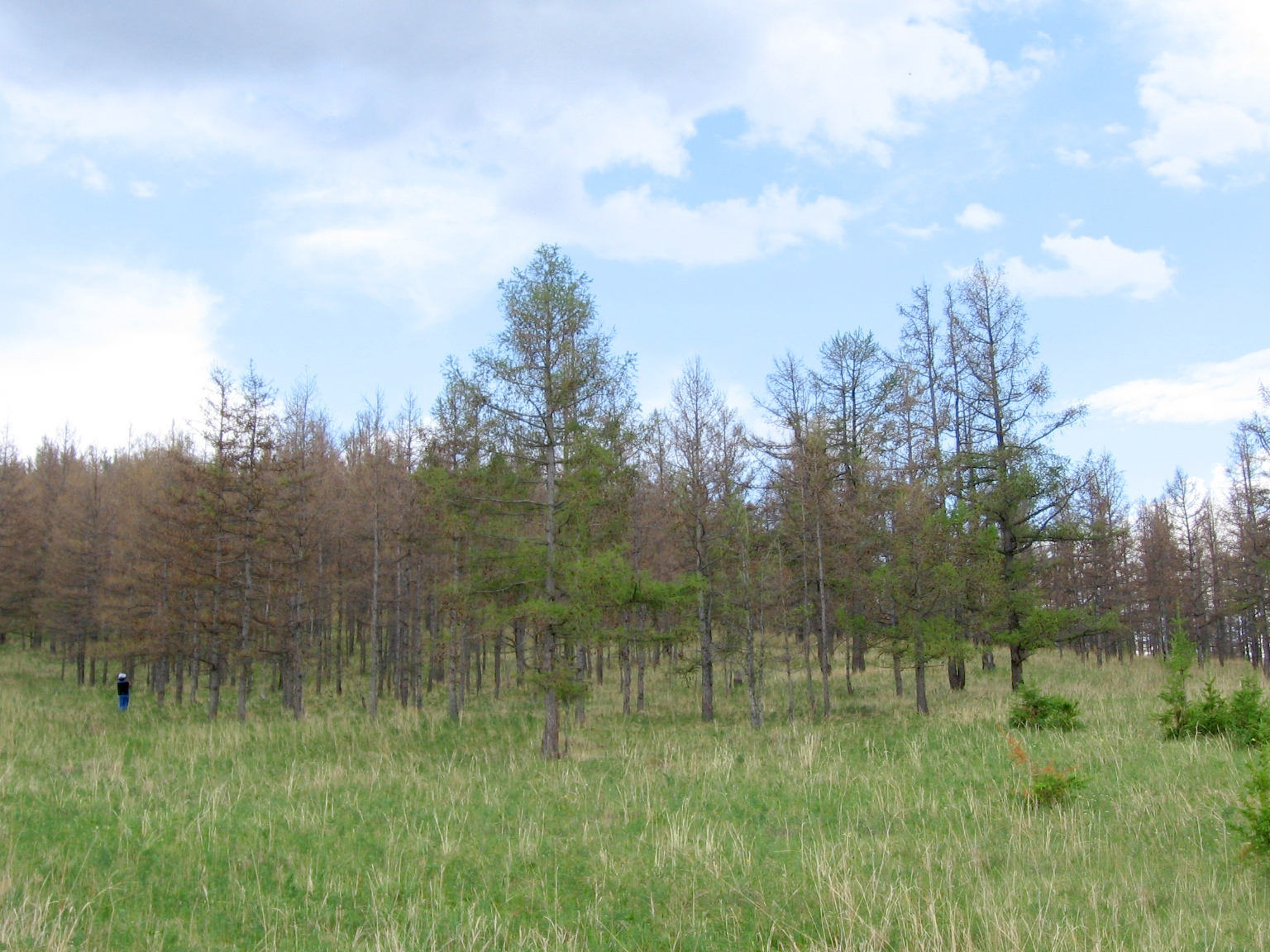